# 8 Metre
La série internationale 8 Metre est une classe de la jauge internationale.
À l'instar des autres classes de la Jauge internationale, les bateaux doivent respecter une formule de jauge prenant en compte la longueur à la flottaison, la surface vélique et des mesures effectuées sur les dimensions de la coque permettant d'en apprécier le volume et la forme. Le résultat du calcul suivant cette formule donne une longueur théorique exprimée en mètre. La vitesse maximale théorique d'un tel voilier étant proportionnelle à cette longueur théorique, cette dernière ne doit pas excéder 8 mètres. Cette contrainte laisse une certaine place à la créativité et les voiliers de la classe peuvent présenter des différences notables, contrairement aux monotypes.
De 1907 à 2008 furent construits environ 500 bateaux correspondant à la jauge, dont 177 naviguent toujours, selon l'International Eight Register.

## Historique
Lors de l’adoption de la Jauge internationale, les 8 Metre occupaient le milieu de la gamme et furent représentés aux Jeux olympiques dès les Jeux d'été de 1908 et jusqu'à ceux de 1936.
Les années 1980 virent un regain d’intérêt pour les anciens voiliers et quelques unités sont encore construites chaque année.

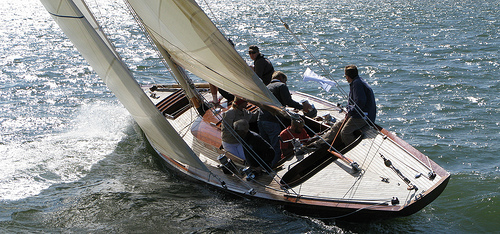
Vågspel, 8 Metre finlandais en août 2008.
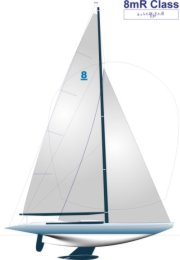
Schéma d'un 8 Metre actuel.